# Lanteuil
Lanteuil (okzitanisch Lantòl) ist eine französische Gemeinde mit 504 Einwohnern (Stand 1. Januar 2022) im Département Corrèze  am westlichen Rand des Zentralmassivs. Die Einwohner nennen sich Lanteuillois(es).

## Geografie
Tulle, die Präfektur des Départements, liegt ungefähr 26 Kilometer nordöstlich, Brive-la-Gaillarde etwa 10 Kilometer nordwestlich und Beaulieu-sur-Dordogne rund 29 Kilometer südöstlich. Die Roanne und die Loyre, zwei linke Nebenflüsse der Corrèze, durchfließen das Gemeindegebiet.

### Nachbargemeinden
Nachbargemeinden von Lanteuil sind La Chapelle-aux-Brocs und Dampniat im Norden, Albignac im Nordosten, Beynat im Osten, Lagleygeolle und Noailhac im Süden, Turenne im Südwesten und Cosnac im Westen.

### Verkehr
Die Anschlussstelle 52 zur Autoroute A20 liegt etwa 18 Kilometer südwestlich.

## Wappen
Beschreibung: In Rot vier goldene Balken und im goldenen rechten Obereck ein roter Löwe.

## Bevölkerungsentwicklung
| Jahr      | 1962 | 1968 | 1975 | 1982 | 1990 | 1999 | 2007 | 2018 |
| Einwohner | 523  | 469  | 427  | 406  | 431  | 478  | 500  | 496  |

## Sehenswürdigkeiten
- Schloss von Lanteuil aus dem 15. und 16. Jahrhundert, Monument historique seit dem 15. April 1987[1]
- Kirche Saint-Côme und Saint-Damien